# Domsten-Viken
Domsten-Viken este o arie protejată (arie specială de conservare — SAC, sit de importanță comunitară — SCI) din Suedia întinsă pe o suprafață de 10,2 ha, integral pe uscat.

## Localizare
Centrul sitului Domsten-Viken este situat la coordonatele 56°07′57″N 12°35′30″E / 56.1324°N 12.5917°E.

## Înființare
Situl Domsten-Viken a fost declarat sit de importanță comunitară în ianuarie 2002 pentru a proteja un număr necunoscut de specii din flora spontană și fauna sălbatică aflate în arealul zonei. Situl a fost protejat și ca arie specială de conservare în martie 2011.

## Biodiversitate
Situată în ecoregiunea continentală, aria protejată conține 4 habitate naturale: Pajiști uscate europene, Dune fixe decalcificate cu Empetrum nigrum, Dune mobile de-a lungul țărmului cu Ammophila arenaria („dune albe”), Dune de coastă fixe cu vegetație erbacee („dune gri”).
La baza desemnării sitului se află un număr nedeclarat de specii protejate.